# Acianthera sandaliorum
Acianthera sandaliorum é  uma espécie de orquídea (Orchidaceae) que existe na Venezuela, antigamente subordinada ao gênero Pleurothallis.

## Publicação e sinônimos
- Acianthera sandaliorum (G.A.Romero & Carnevali) Luer, Monogr. Syst. Bot. Missouri Bot. Gard. 95: 254 (2004).

Sinônimos homotípicos:
- Pleurothallis sandaliorum G.A.Romero & Carnevali, Harvard Pap. Bot. 5: 182 (2000).